# Zeitschrift für Weiterbildungsforschung
Die Zeitschrift für Weiterbildungsforschung ist ein Fachorgan für Forschungsdiskurse und -ergebnisse der Erwachsenen- und Weiterbildungswissenschaft sowie für angrenzende Disziplinen. Sie wurde in den 1970er Jahren als erste und einzige Zeitschrift gegründet, die sich ausschließlich auf die Erwachsenenbildungswissenschaft bezieht. Die Zeitschrift erscheint seit 2015 als Open-Access-Publikation. Seit 2006 ist die Zeitschrift einem strengen double-blind Peer Review unterzogen und veröffentlicht von Experten begutachtete, qualitativ hochwertige Beiträge zu aktuellen Forschungsergebnissen und Entwicklungen der Erwachsenenbildungswissenschaft.

## Geschichte
Die Zeitschrift wurde im Jahr 1978 von Horst Siebert und Johannes Weinberg als Rezensionsorgan gegründet und hatte den Titel Literatur- und Forschungsreport. Der noch jungen Wissenschaft der Erwachsenenbildung fehlte seinerzeit ein Organ, das eine kritische Auseinandersetzung mit Forschungen und Publikationen des Fachgebiets ermöglichte. Programmatisch wurde das in der ersten Ausgabe formuliert:

„Herausgeber und Autoren des Reports haben sich die Aufgabe gestellt, für Kollegen an den Hochschulen und im Feld der Weiterbildung sowie für Studenten den wissenschaftlichen Diskussionsstand durchsichtig zu machen. Hochschulangehörige und Praktiker sollen erkennen können, welche Fragen in den besprochenen Veröffentlichungen aufgeworfen und beantwortet werden, welche offen bleiben und unter welchen Gesichts-punkten sich eine Lektüre lohnen kann. In den einzelnen Artikeln wird versucht, durch einen kritisch-abwägenden Rezensionsstil den wissenschaftlichen Diskussionsstand sowohl wiederzugeben als auch eigene Anregungen dazu beizutragen.“

Im Jahr 2000 wechselte die verlegerische Betreuung der Zeitschrift zum W. Bertelsmann Verlag in Bielefeld, zugleich änderte sich auch der Name der Zeitschrift in REPORT Zeitschrift für Weiterbildungsforschung. In den ersten Jahren erschienen zwei Ausgaben jährlich, später wechselte die Zeitschrift auf eine quartalsweise Erscheinungsweise. Zur Sicherung der Qualität unterliegen seit 2006 die Beiträge einem double-blind Peer-Review-Verfahren.
Seit 2015 erscheint die Zeitschrift unter erneut verändertem Namen als Open-Access-Publikation bei Springer VS auf dem „goldenen Weg“ des Open Access.

### Titel der Zeitschrift im Wandel der Zeit
- 1978 bis 2002: Literatur- und Forschungsreport
- 2003 bis 2005: REPORT Literatur- und Forschungsreport Weiterbildung
- 2006 bis 2015: REPORT Fachzeitschrift für Weiterbildungsforschung
- seit 2015: Zeitschrift für Weiterbildungsforschung – Report
- seit 2017: Zeitschrift für Weiterbildungsforschung

### Chronologie der institutionellen Anbindung
- 1978 bis 1987 erschien die Zeitschrift im Eigenverlag mit Redaktionssitz in Münster und Hannover (vertrieben über die Druck-, Vervielfältigungs- und Vertriebs GmbH, Münster).
- 1988 bis 1989 war die Zeitschrift bei der Arbeitsgruppe für empirische Bildungsforschung (AfeB) in Heidelberg angesiedelt.
- 1990 bis 2000 fungierte die Pädagogische Arbeitsstelle (PAS) des Deutschen Volkshochschul-Verbandes (DVV) in Frankfurt am Main – 1995 umbenannt in Deutsches Institut für Erwachsenenbildung (DIE) und 2002 nach Bonn verlegt – als institutioneller Herausgeber.
- 2000 bis 2014 wurde die Zeitschrift in Kooperation mit dem W. Bertelsmann Verlag herausgegeben. Das Deutsche Institut für Erwachsenenbildung – Leibniz-Zentrum für Lebenslanges Lernen (DIE) e. V. unterhält die Redaktion der Zeitschrift und stellt damit eine zentrale Informationsinfrastruktur für den Austausch in der Scientific Community zur Verfügung.
- Seit 2015 erscheint die Zeitschrift beim Verlag Springer VS und ist kostenfrei zugänglich. Die redaktionelle Arbeit wird weiterhin vom Deutschen Institut für Erwachsenenbildung – Leibniz-Zentrum für Lebenslanges Lernen (DIE) e. V. übernommen.

## Konzept
Jedes Heft widmet sich einem Schwerpunktthema, bietet in der Rubrik „Forum“ die Möglichkeit, jenseits des Themenschwerpunkts peer-reviewte Forschungsresultate zur Diskussion zu stellen, und verfügt über einen umfangreichen Rezensionsteil.
Das Schwerpunktthema wird grundsätzlich mit einem einführenden Beitrag, „Im Fokus“, eingeleitet, der über den derzeitigen Forschungsstand zum Thema unterrichtet. Er gewährleistet auch für die im aktuellen Thema nicht belesenen Leser einen grundlegenden Einstieg.
Im Rezensionsteil gibt es die Rubriken „Buch in der Diskussion“, „Sammelrezension“ und Einzelrezension. Um Gefälligkeitsbesprechungen zu vermeiden, werden Rezensenten ausschließlich von den Herausgebern beauftragt.
Die Zeitschrift wird primär auf Deutsch veröffentlicht; englischsprachige Beiträge erscheinen unregelmäßig, sind aber jederzeit willkommen. Alle Beiträge erhalten einen Abstract sowohl auf Englisch als auch auf Deutsch.

### Das Peer-Review-Verfahren
Die Zeitschrift hat im Jahr 2006 ein double-blind Peer Review eingeführt, das international anerkannten Standards entspricht. Hierbei werden von den Herausgebern zu jedem Beitrag zwei Gutachter benannt, die von der Redaktion angefragt und mit den anonymisierten Beiträgen versorgt werden. Anhand der Gutachten entscheiden die Herausgeber über eine mögliche Revision und Veröffentlichung der Beiträge. Die ZfW verfügt über einen stetig wachsenden Gutachterkreis, der sich aus Wissenschaftlerinnen und Wissenschaftlern der Scientific Community zusammensetzt.

## Herausgebergremium, Redaktion und Beirat
Die Zeitschrift wird herausgegeben von Philipp Gonon (Zürich), Elke Gruber (Graz), Katrin Kraus (Zürich), Gabriele Molzberger (Wuppertal), Ekkehard Nuissl (Kaiserslautern), Henning Pätzold (Koblenz-Landau), Bernhard Schmidt-Hertha (München) und Josef Schrader (Bonn). Die Redaktion wird von Thomas Jung (DIE Bonn) geleitet.
Zu den früheren Herausgeberinnen und Herausgebern gehören Johannes Weinberg, Horst Siebert, Hans Tietgens, Hannelore Faulstich-Wieland und Christiane Schiersmann.
Ein international besetzter, wissenschaftlicher Beirat unterstützt die Arbeit der Herausgeberinnen und Herausgeber. 
Seit September 2023 sind folgende Personen im Beirat vertreten:
- Arne Carlsen, (UNESCO Institute for Lifelong Learning, Hamburg / Danish National Institute of Educational Research, Dänemark)
- Richard Desjardins, (University of California at L.A., USA)
- Larissa Jögi, (Tallinn University, Estland)
- Peter Mayo, (University of Malta, Malta)
- Borut Mikulec, (University of Ljubljana, Slowenien)
- Michael Osborne, (University of Glasgow, Großbritannien)
- Simona Sava, (West University of Timisoara, Rumänien)
- Silke Schreiber-Barsch, (Universität Duisburg-Essen, Deutschland)
- Georgios Zarifis, (Aristotle University of Thessaloniki, Griechenland)